# Сан Мартино Ди Кампања (Порденоне)
Сан Мартино Ди Кампања је насеље у Италији у округу Порденоне, региону Фурланија-Јулијска крајина.
Према процени из 2011. у насељу је живело 608 становника. Насеље се налази на надморској висини од 179 м.